# Pralognan-la-Vanoise
Pour les articles homonymes, voir Vanoise.
Pralognan-la-Vanoise est une commune française située dans le département de la Savoie, en région Auvergne-Rhône-Alpes. Village de montagne du massif de la Vanoise, en Tarentaise, il comptait 700 habitants en 2022.
Le village est une station touristique d'été et de sports d'hiver installée au cœur du parc national de la Vanoise, proposant de nombreuses activités sportives de montagne, telles que la randonnée (les sentiers de grande randonnée GR 5 et GR 55 y passent) ou des via ferrata.

## Géographie
Les communes limitrophes sont Les Allues, Aussois, Champagny-en-Vanoise, Modane, Planay, Villarodin-Bourget, Courchevel et Val-Cenis.

### Situation
Pralognan-la-Vanoise est la dernière commune de la vallée de Bozel (Tarentaise). Le centre du village, situé à environ 1 400 mètres d'altitude, s'établit au confluent des vallées glaciaires de la Glière et de Chavière. Toutes deux constituent des points de passage vers la vallée de la Maurienne par le col de la Vanoise (2 517 mètres) ou le col de Chavière (2 796 mètres).

### Communes limitrophes

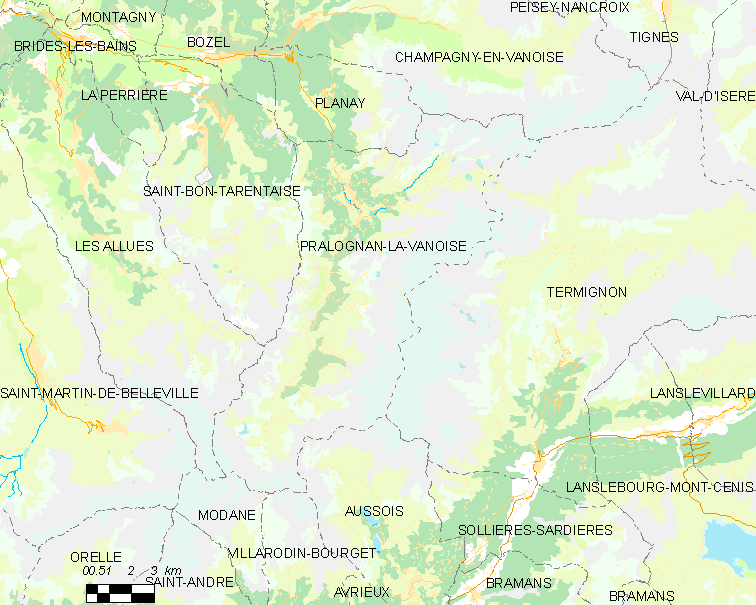
Pralognan-la-Vanoise et les communes voisines.

| Courchevel / Planay | Planay                                  | Champagny-en-Vanoise  |
| Courchevel          | Pralognan-la-Vanoise                    | Val-Cenis (Maurienne) |
| Les Allues          | Modane / Villarodin-Bourget (Maurienne) | Aussois (Maurienne)   |

### Géologie et relief, hydrographie

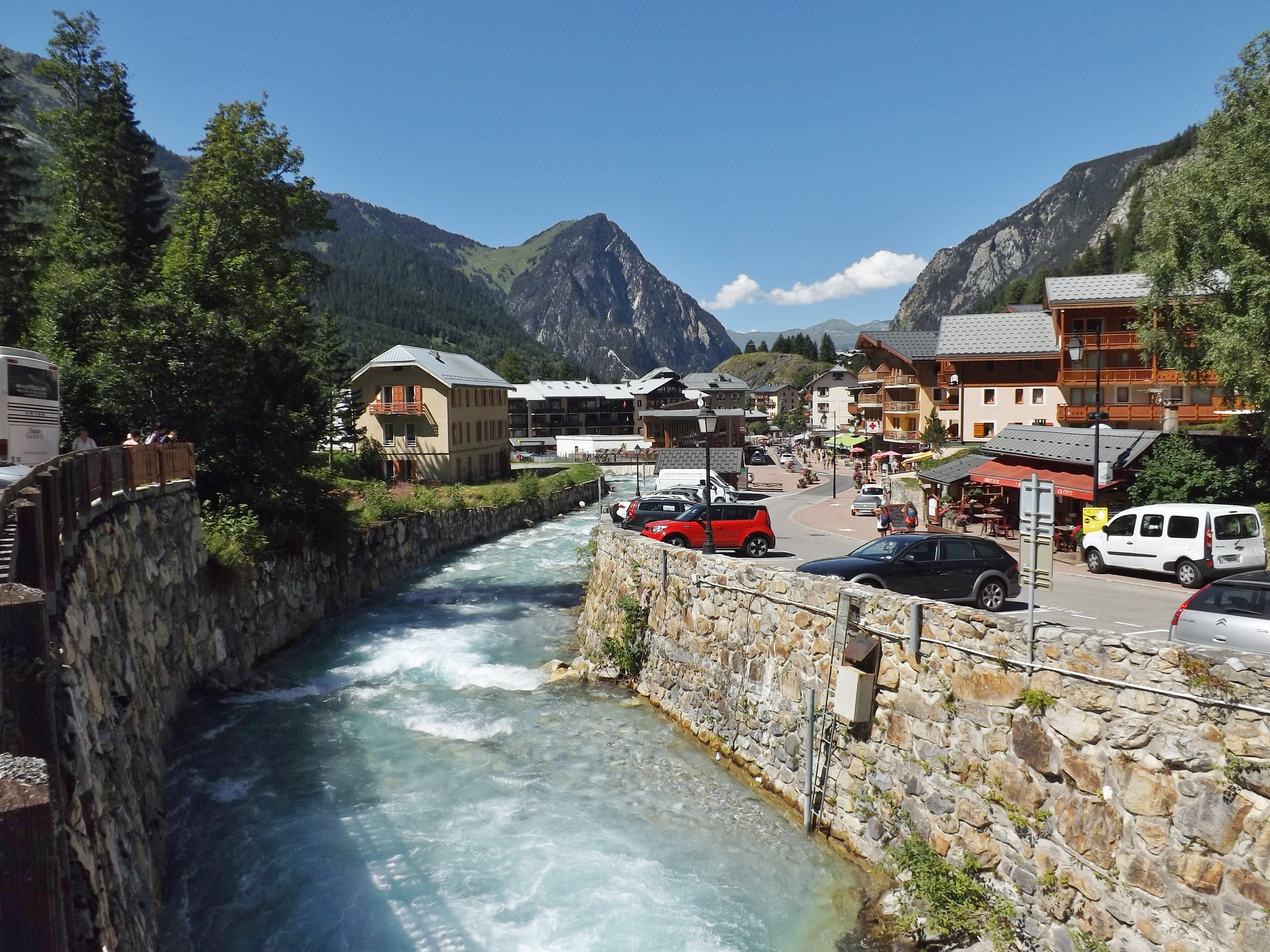
Le Doron de Pralognan dans le village, au loin le rocher de villeneuve.

Le Doron de Pralognan — formé en amont de différents cours d'eau (torrent de la Glière, du Dard et nant de la Crépéna, puis du ruisseau d'Isertan) — et le Doron de Chavière se rejoignent dans la commune. En aval, il conflue avec le Doron de Champagny pour former le Doron de Bozel.

### Climat
La situation de Pralognan-la-Vanoise, d'une altitude d'environ 1 400 m, la place dans un milieu continental montagnard caractérisé par une humidité marquée. Les hivers sont plus froids et neigeux, et la saison estivale douce avec parfois des épisodes orageux. Les intersaisons (avril et octobre) sont aussi en moyenne plus humides.
La station météorologique de Météo-France installée sur la commune et mise en service en 1934 permet de connaître en continu l'évolution des indicateurs météorologiques. Le tableau détaillé pour la période 1981-2010 est présenté ci-après.
| Mois                                  | jan.             | fév.             | mars             | avril            | mai             | juin          | jui.            | août            | sep.            | oct.             | nov.             | déc.             | année      |
| ------------------------------------- | ---------------- | ---------------- | ---------------- | ---------------- | --------------- | ------------- | --------------- | --------------- | --------------- | ---------------- | ---------------- | ---------------- | ---------- |
| Température minimale moyenne (°C)     | −6,9             | −6,8             | −3,8             | −0,5             | 3,9             | 6,9           | 9,1             | 8,8             | 5,7             | 2,2              | −2,6             | −5,7             | 0,9        |
| Température moyenne (°C)              | −2,9             | −2,1             | 1                | 4,4              | 9,1             | 12,3          | 14,9            | 14,5            | 10,9            | 7,1              | 1,4              | −2,1             | 5,8        |
| Température maximale moyenne (°C)     | 1                | 2,5              | 5,9              | 9,2              | 14,3            | 17,7          | 20,7            | 20,1            | 16,1            | 11,9             | 5,4              | 1,5              | 10,6       |
| Record de froid (°C) date du record   | −24,4 21.01.1952 | −27,4 03.02.1956 | −23,5 07.03.1971 | −12,5 08.04.1956 | −8,1 04.05.1967 | −4,1 04.06.01 | 0 23.07.1980    | −1,2 31.08.1995 | −5 30.09.1995   | −12,3 31.10.1956 | −19,3 16.11.1952 | −21,7 17.12.1950 | −27,4 1956 |
| Record de chaleur (°C) date du record | 12 21.01.1959    | 17,3 27.02.19    | 19,1 24.03.01    | 22,8 09.04.11    | 26,8 24.05.09   | 32,2 27.06.19 | 33,5 31.07.1983 | 31 19.08.12     | 27,2 03.09.1962 | 24 06.10.1981    | 19,8 07.11.1955  | 17,1 16.12.1989  | 33,5 1983  |
| Précipitations (mm)                   | 96,3             | 86,2             | 89,2             | 77,1             | 104,8           | 96,9          | 86,8            | 96,6            | 88              | 94,4             | 90,6             | 98,2             | 1 105,1    |

### Risques

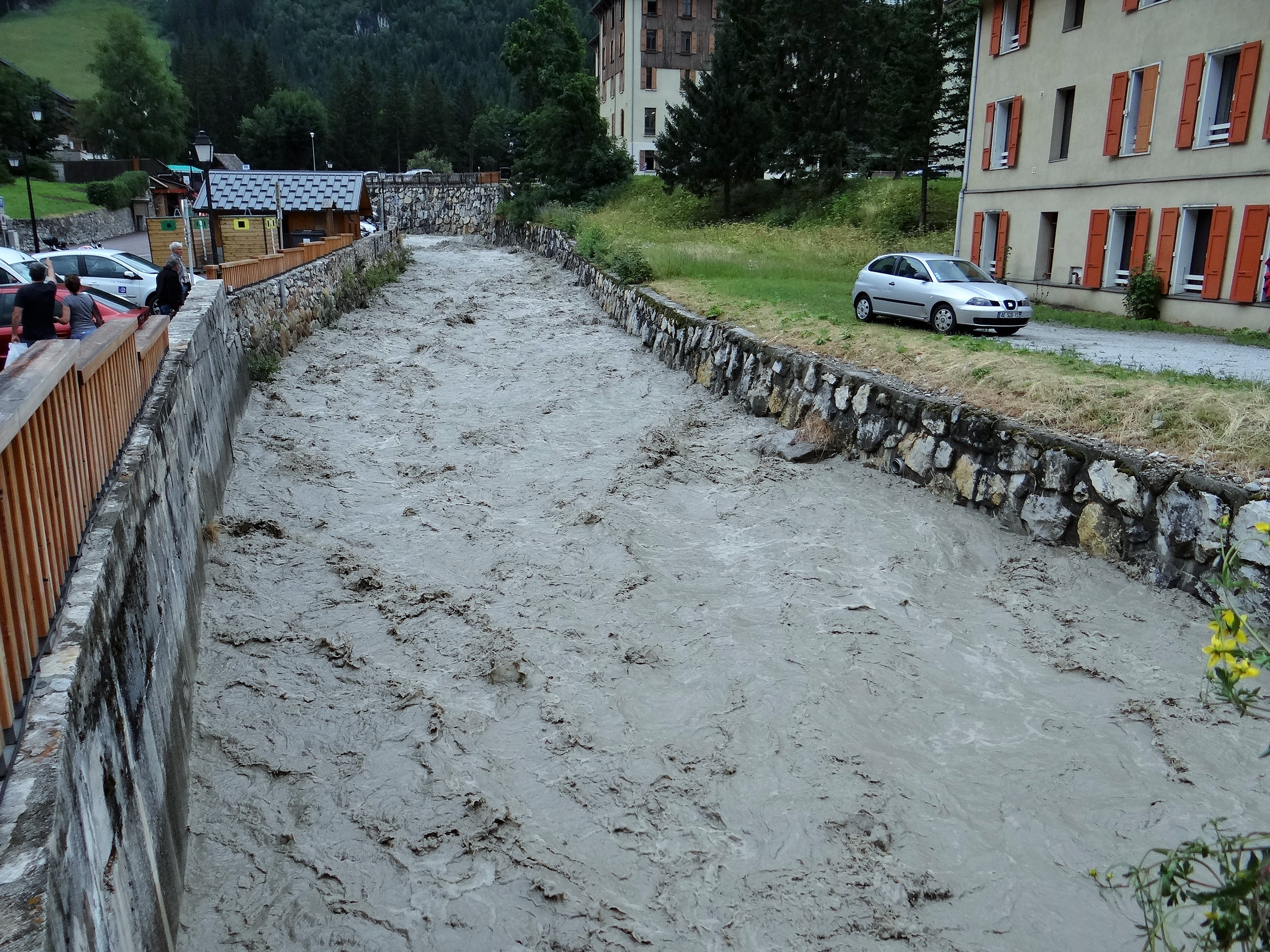
Crue du Doron de Chavière.
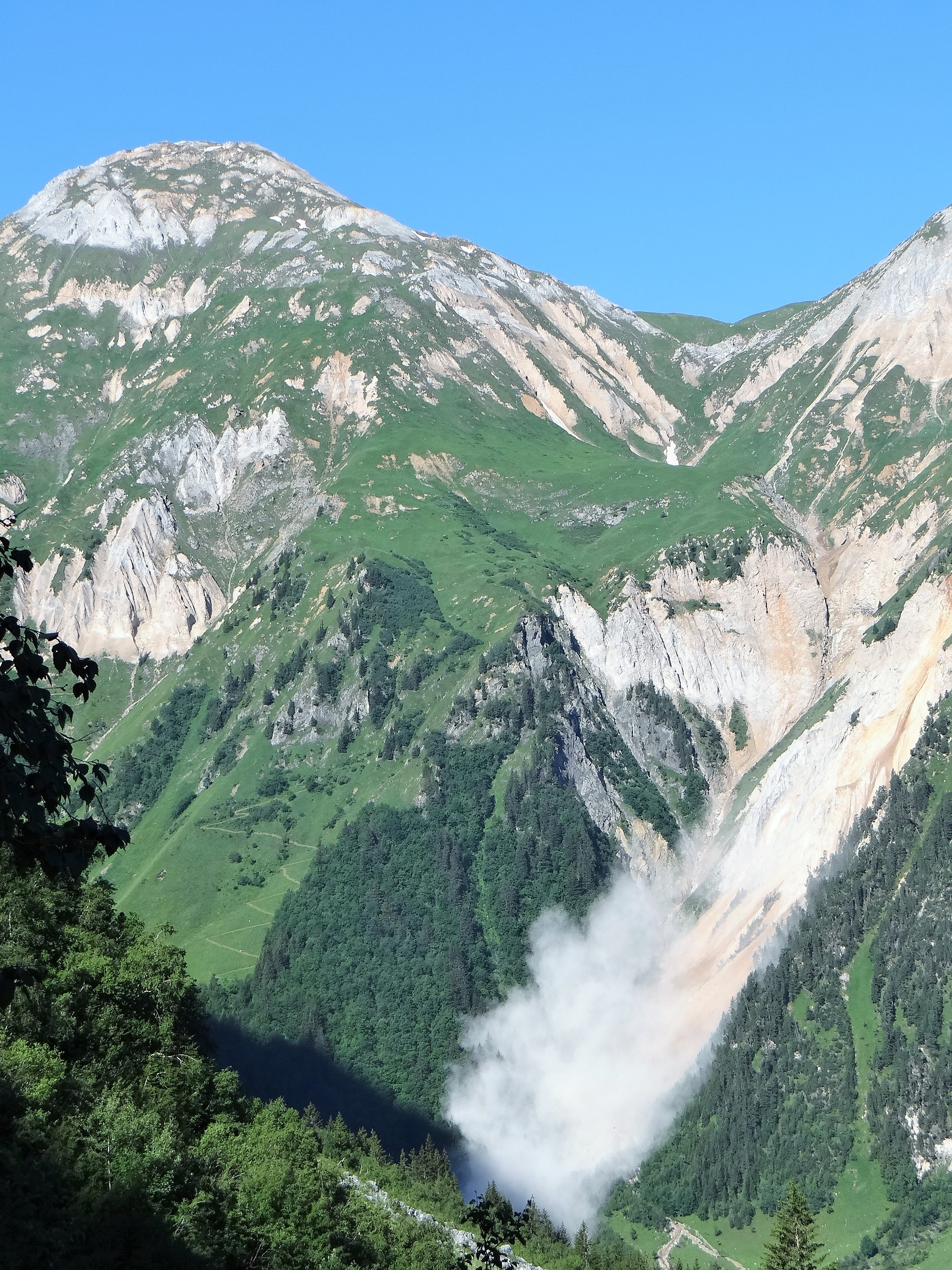
Éboulement au pied du Petit mont Blanc dans la vallée du Doron de Chavière.

### Voies de communication et transports

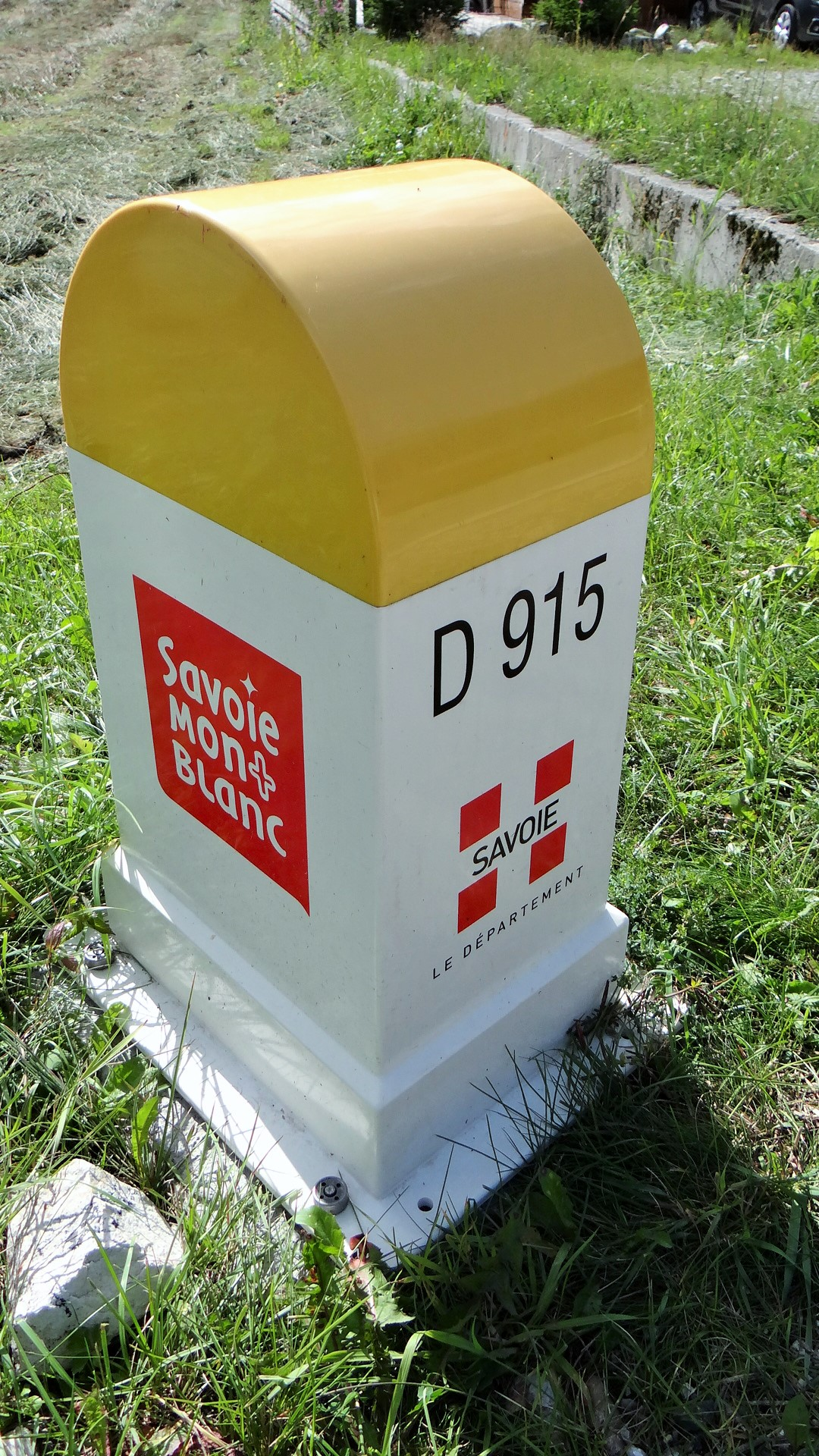

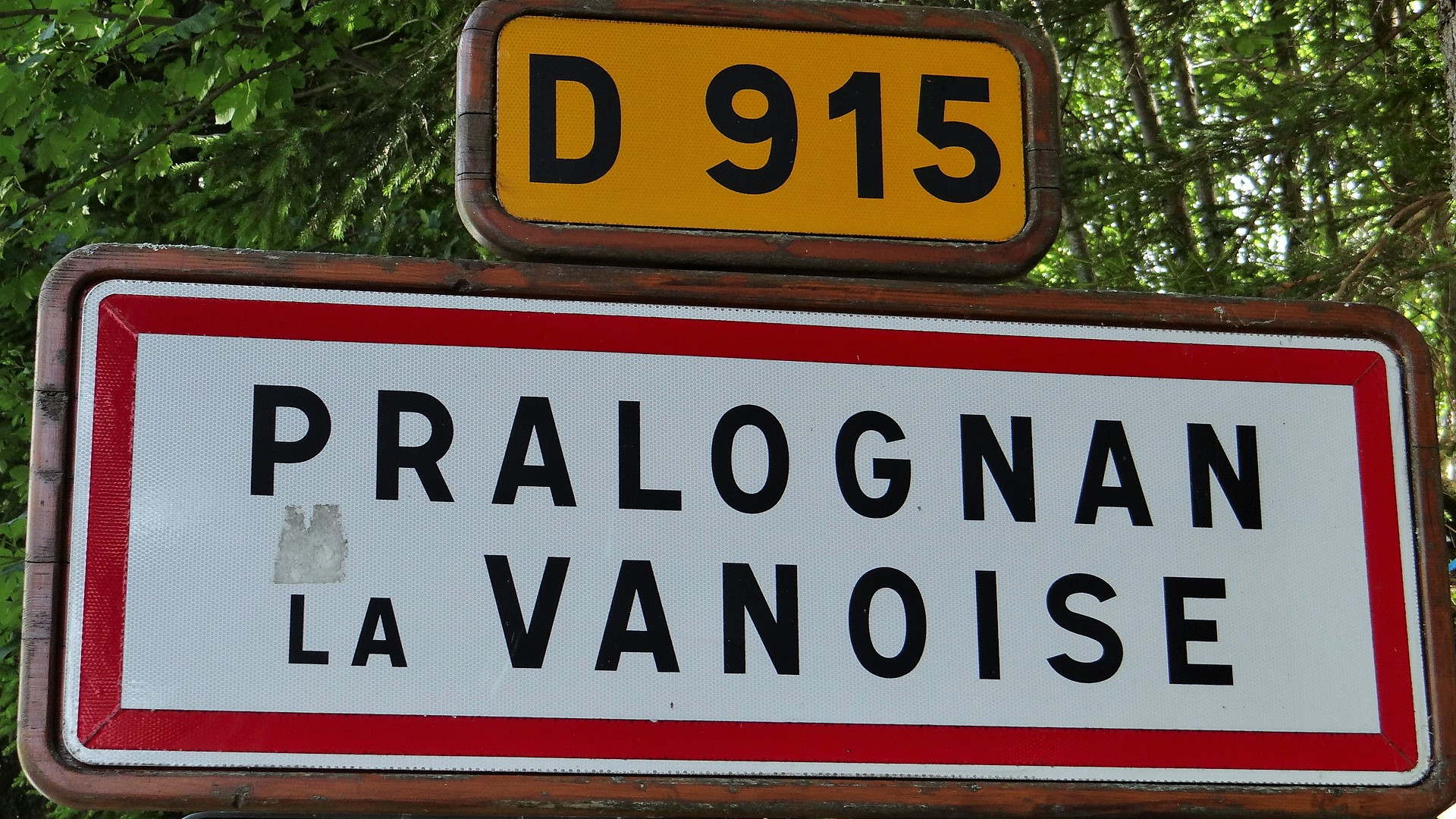

Pralognan-la-Vanoise se situant en fond de vallée, une seule route carrossable y conduit : la route départementale 915, en passant par Brides-les-Bains, La Perrière et Bozel. Cette départementale se termine quelques kilomètres plus loin au parking du Roc de la Pêche, point d'accès à la vallée de Chavière.
Pralognan-la-Vanoise est relié à la vallée de la Maurienne par le col de la Vanoise, le col d'Aussois et le col de Chavière par des sentiers de muletiers qui sont devenus des sentiers de randonnées.

### Toponymie

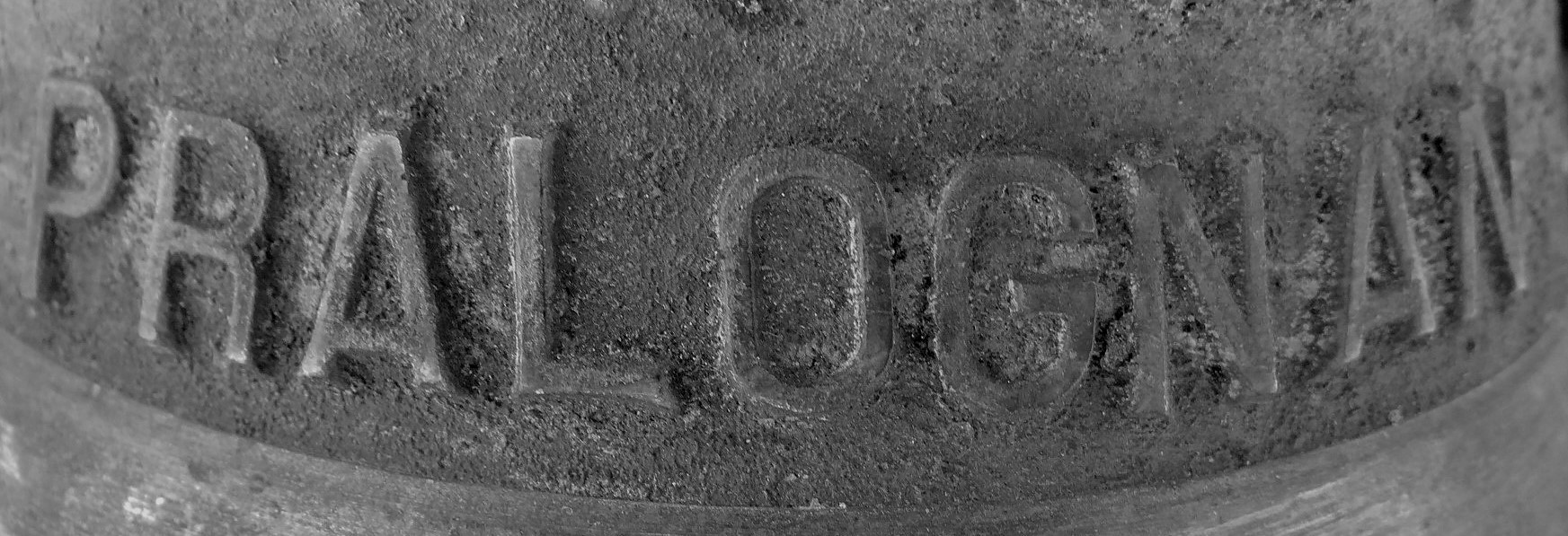
Cloche à vache.

Le toponyme de Pralognan-la-Vanoise est un nom composé du mot Pralognan et du déterminant complémentaire de la-Vanoise, faisant référence à la situation dans le massif de la Vanoise. Ce nom officiel est appliqué depuis un décret de 1912.
Pralognan signifie « pré éloigné » en patois local. Toutefois, il existe d'autres hypothèses. Surtout sur le terme lognan de Pralognan. Certes, Adolphe Gros (et Marius Hudry, entre autres) donne comme étymologie à lognan, le sens d'éloigné,. Or, Dauzat & Rostaing proposent le terme allongé. Quand on voit le Grand Plateau, c'est aussi envisageable. Une dernière, tirée de Laslaz et alii, propose, en plus de l'étymologie traditionnelle, celle de... la bardane (alias la logne),.
Une étude de l'historien Fabrice Mouthon nous rapporte l'existence d'un document, l'extente de Salins (les Thermes, commune voisine de Moutiers). Ce document, que l'on suppose daté de 1290, nous parle, entre autres, d'un Summum de Vau Noysi. En clair, un Sommet de la vallée dangereuse, nocive. Or, un document du XIVe siècle, reste d'une charte concernant Termignon, parle aussi de cette Vallis noxia.
En francoprovençal, le nom de la commune s'écrit Pralonyan, selon la graphie de Conflans.

#### Microtoponymie
- alpage de Ritort (refuge du Roc de Pêche) : ritort = ruisseau tordu
- la Rame : rame signifie « roche »[9] en franco-provençal

## Urbanisme

### Typologie
Au 1er janvier 2024, Pralognan-la-Vanoise est catégorisée commune rurale à habitat dispersé, selon la nouvelle grille communale de densité à sept niveaux définie par l'Insee en 2022.
Elle est située hors unité urbaine et hors attraction des villes,.

### Occupation des sols
L'occupation des sols de la commune, telle qu'elle ressort de la base de données européenne d’occupation biophysique des sols Corine Land Cover (CLC), est marquée par l'importance des forêts et milieux semi-naturels (99,4 % en 2018), une proportion sensiblement équivalente à celle de 1990 (99,2 %). La répartition détaillée en 2018 est la suivante : espaces ouverts, sans ou avec peu de végétation (59,3 %), milieux à végétation arbustive et/ou herbacée (27,2 %), forêts (12,9 %), zones urbanisées (0,6 %).
L'IGN met par ailleurs à disposition un outil en ligne permettant de comparer l’évolution dans le temps de l’occupation des sols de la commune (ou de territoires à des échelles différentes). Plusieurs époques sont accessibles sous forme de cartes ou photos aériennes : la carte de Cassini (XVIIIe siècle), la carte d'état-major (1820-1866) et la période actuelle (1950 à aujourd'hui).

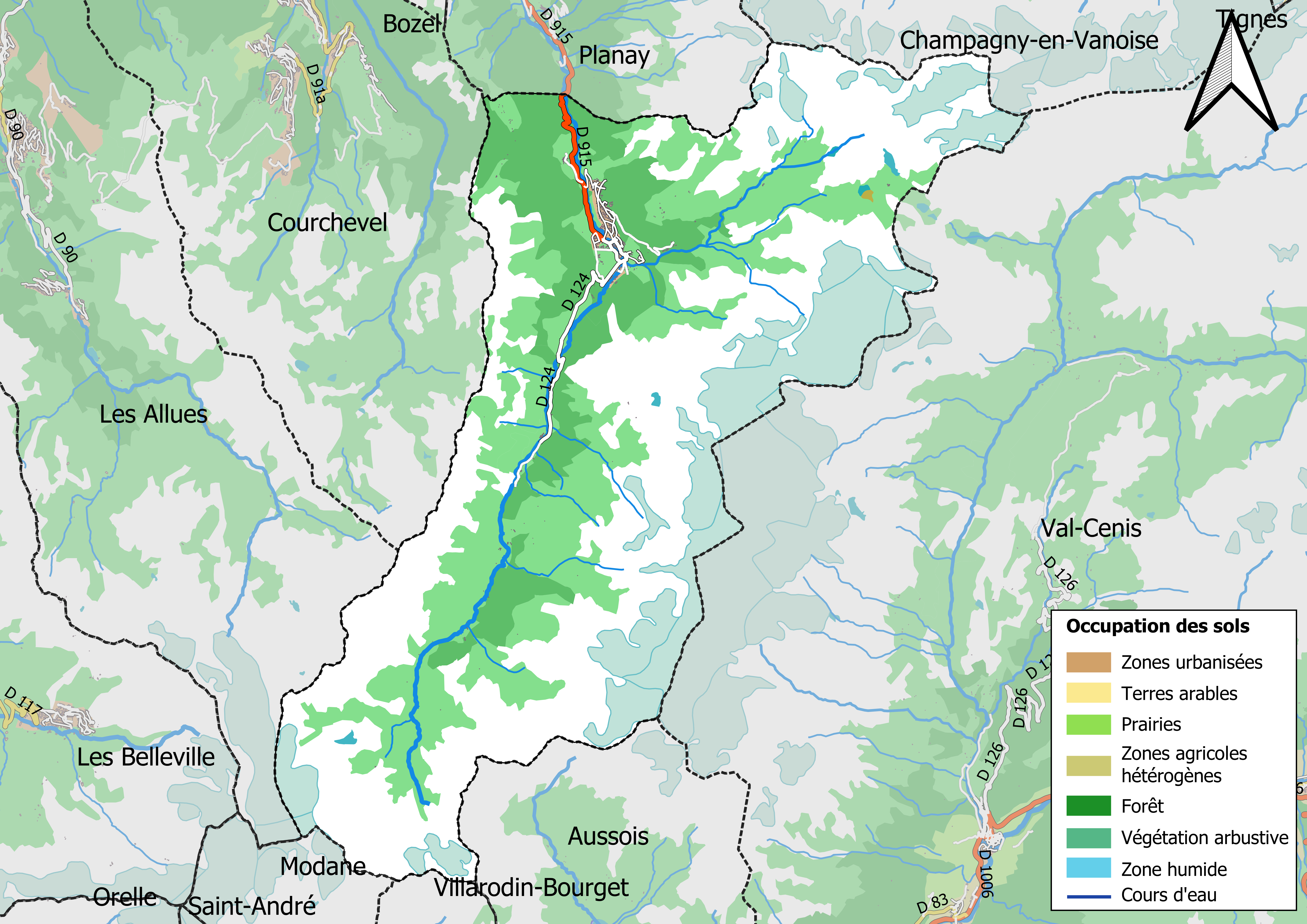
Carte des infrastructures et de l'occupation des sols en 2018 (CLC) de la commune.
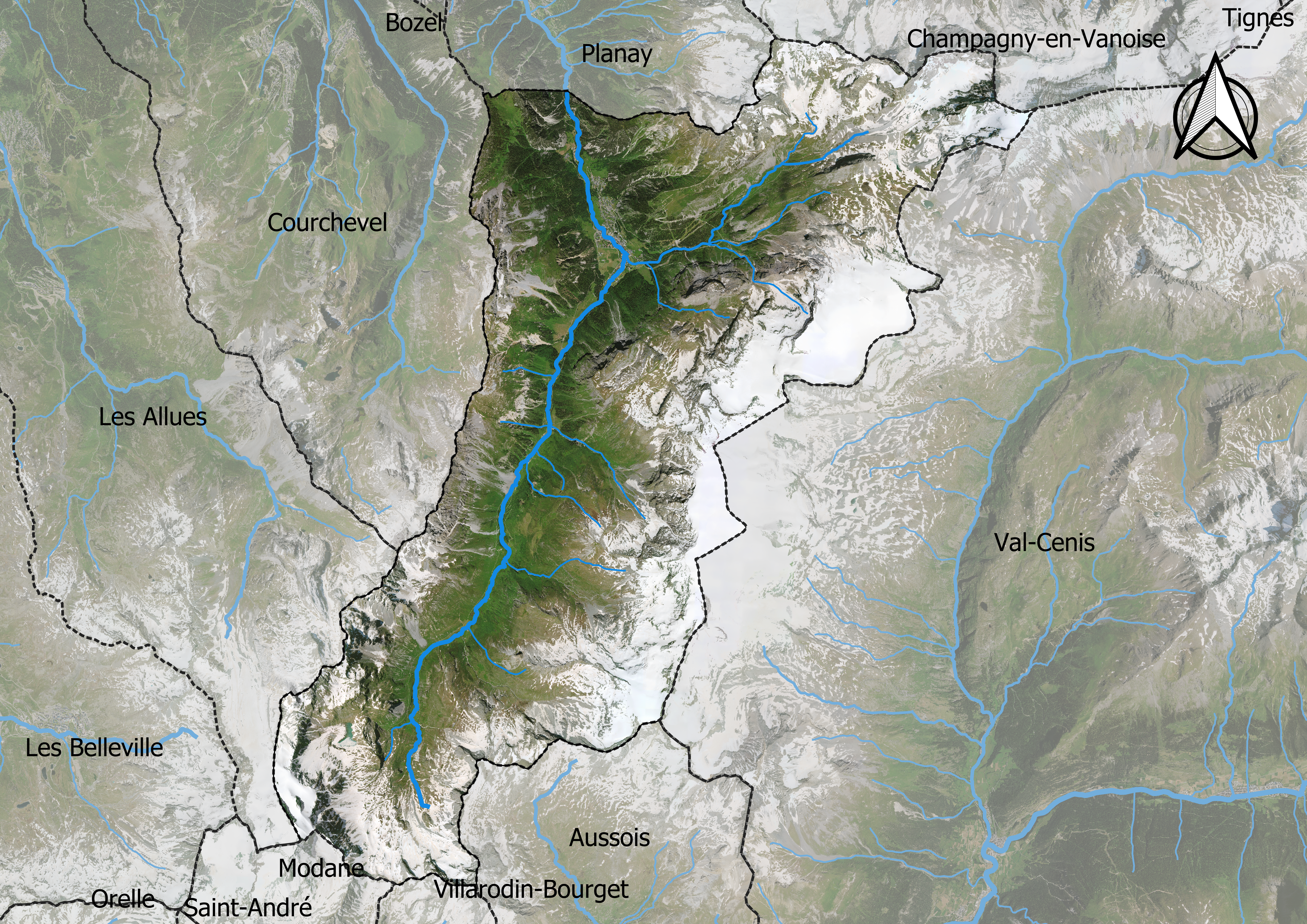
Carte orthophotogrammétrique de la commune.

## Histoire

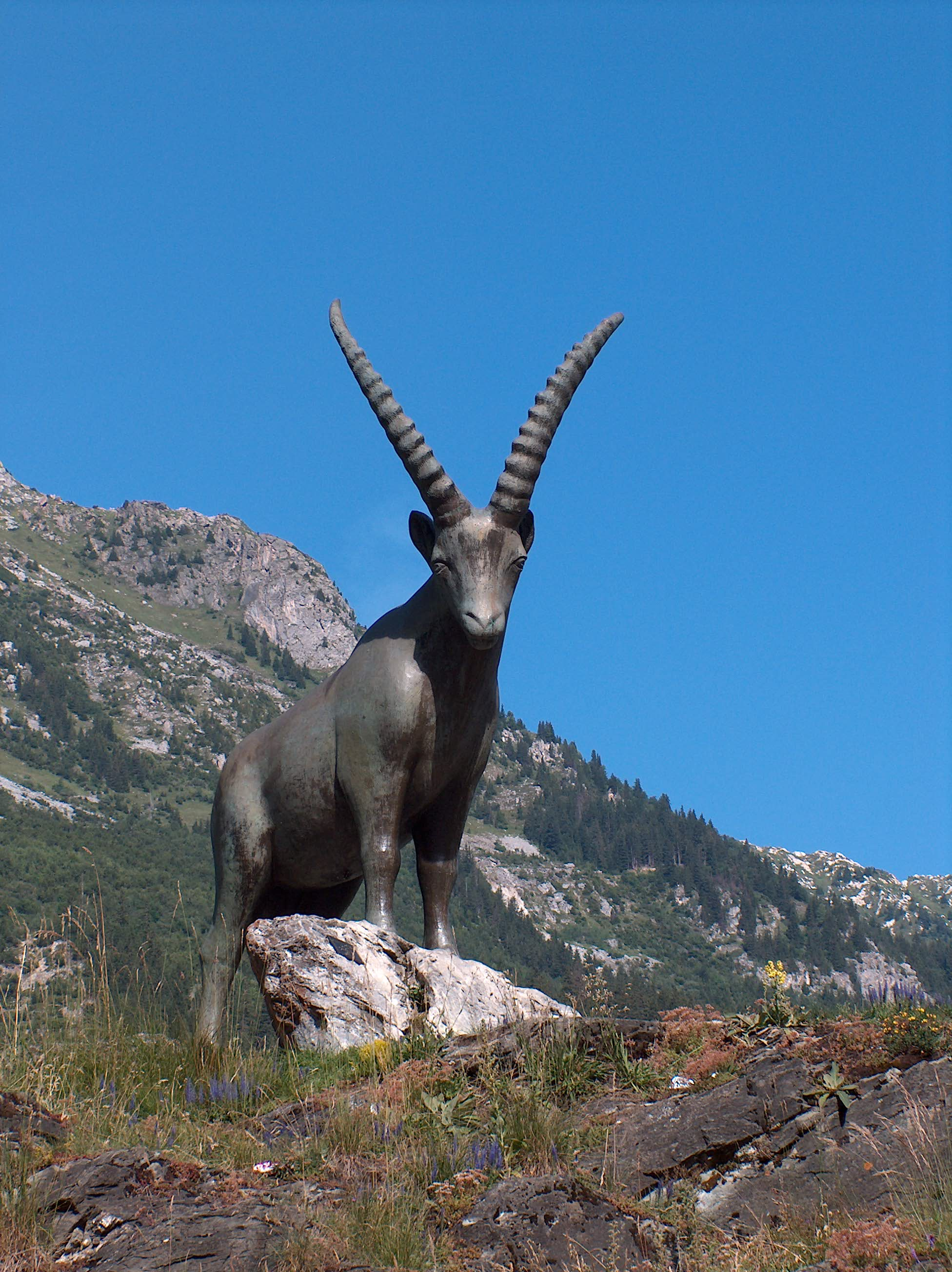
Sculpture du bouquetin, symbole de Pralognan.

Les premières traces humaines à Pralognan datent de l'Âge de Fer (700-550 av. J.-C.), avec notamment un rasoir du Villanovien et des tombes au Chambéranger.
Pour ce qui est de la période gauloise et romaine, pas de preuves archéologiques découvertes, toutefois, comme le suggère Hudry, les hautes vallées tarines ne sont pas des terres sans populations.
La première mention connue du toponyme remonte à 1184, avec la forme Domus de Pratologinco. Toutefois, lors de la réforme du Chapitre de la cathédrale, l'archevêque de Tarentaise, Pierre II de Tarentaise, impose la règle de saint Augustin aux chanoines. Il souhaite ainsi que ceux-ci forme un collège de réguliers, respectant la règle, contrairement au chapitre jusqu'ici constitué de séculiers, issus de la noblesse locale. La plupart des nouveaux membres du Chapitre semblent provenir du prieuré de Pralognan, d'après une bulle pontificale d'Innocent II de 1145, reconnaissant cette restructuration,.
Le prieuré, fondé en 1144, placé sous la règle de saint Augustin, était situé « en pleine montagne, sur la route du col de la Vanoise ». Il dépendait de l'abbaye d'Abondance, en Chablais, qui avait été fondée par l'abbaye territoriale de Saint-Maurice d'Agaune. Une bulle de confirmation de Lucius III de 1183 mentionne à nouveau le prieuré. Il semble disparaître au cours du XIVe siècle, avec comme dernière mention, la signature d'un albergement par le dernier recteur du prieuré, Aimon Monthonis, avec la communauté, le 4 janvier 1365.
Le 25 août 1525, le destin spirituel de Pralognan prend un autre tour. En effet, elle se sépare de la paroisse de Bozel et devient indépendante. Planay fera de même le siècle suivant. Même si, au niveau communal, la séparation sera bien plus tard. Toutefois, au XVIIe siècle, Pralognan-Planay se retrouve avec trois paroisses sur son sol : Villard-Goitroux est rattaché à Bozel, la paroisse de Planay et l'église Saint-Grat (et St-Guérin). Et la paroisse de Pralognan et l'église Saint-Jean-Baptiste.
À la suite de celles des Granges (citée en 1528, détruite en 1930, reconstruite depuis) et celle de la Croix (1633. Supposée reprise à la suite d'un vœu collectif de remerciement et de protection concernant l'épidémie de peste de 1630), les chapelles du Barioz (1745) et des Bieux (1753) sont construites. Leurs commanditaires eurent d'étroits intérêts concernant le trafic commercial du col de la Vanoise.
La route du sel et du beaufort était empruntée par des colporteurs et des contrebandiers. Elle cheminait par le col de la Vanoise qui était un point de passage assez facile entre la France et l’Italie. Le sel des salines de Salins-les-Thermes ainsi que le fromage de Beaufort prenaient la direction du Piémont pour être échangés contre des étoffes et des épices. Le Barioz, qui signifie barrière en patois, faisait office de barrière d'octroi. Octroi prévu pour l'entretien de ce chemin de la Vanoyse.
1794-1815, Pralognan s'appelle La Vanoise.
Le 8 août 1860, un Anglais du nom de William Matthews, accompagné de Michel Croz, guide de Chamonix, arrivés le 6 août à Pralognan ; parviennent avec Étienne Favre, des Darbelays de Pralognan, au sommet de la Grande Casse. Du moins, presque, à trois mètres près.
Il faudra attendre 1876 et Henry Cordier pour que le sommet soit réellement foulé, grâce à des conditions de neige moins dangereuses… Pour autant, ce dernier ne peut se glorifier d'être le premier… À partir de cette époque, les courses de haute montagne se sont développées.
En 1881, création de la Compagnie des Guides de Pralognan.
En 1893, Pralognan cède Planay.
En 1895, ouverture du Grand Hôtel, qui changera plusieurs fois d'appellation (Hôtel de la Grande Casse, de la Grande Cordée…). L'ère des hôtels-palaces commence.
En 1897, Félix Faure, président de la République, passe en revue ses troupes alpines et passe le col de la Vanoise. Le refuge de la Vanoise prendra son nom quelques années plus tard pour lui rendre hommage.
En 1903, le facteur Rey a la drôle d’idée de se déplacer sur deux planches en bois qui glissent sur la neige. Il a ramené cela de ses nombreux voyages et va très vite faire des émules. La 1re course de ski aura lieu sur la piste du Barioz en 1904.
En 1906, Pralognan est classée station climatique,. Officiellement, le statut légal est conféré à la commune entre 1911 et 1974. Le journal officiel de la République Française mentionne quant à lui le 13 septembre 1914, date à partir de laquelle la commune obtient le statut de station climatique.
En 1911, Joseph Rey, le frère cadet du facteur de Pralognan demande la permission au conseil municipal d'installer la première centrale hydroélectrique de Pralognan. 3 km de fil alimenteront les premières lampes au prix de 15 francs germinal/an.
En 1911, Pralognan vend la forêt du Petit mont Blanc aux Eaux et Forêts. Le fruit de la vente permet le financement du premier bureau des postes de Pralognan (qui se trouvait à l'emplacement actuel de l'Office du Tourisme).
Le 2 novembre 1912, Pralognan devient officiellement Pralognan-la-Vanoise.
En 1923, une nouvelle centrale est construite au pont de Gavin.
Un tremplin de saut est inauguré en 1920 (voisin du couloir de Soffray) et une patinoire naturelle avec un anneau de vitesse en 1930 (en rive gauche, juste après l'annexe de l'ex-Grande Cordée).
Le 6 septembre 1930, le hameau des Granges est ravagé par un incendie. Son école et sa chapelle n'y échappent pas.
En 1937, les premiers téléskis sont installés au Barioz et au Plan. Le téléski du Barioz, fabriqué par les deux frères Bardassier, était à ses débuts équipés de perches fixes. Toutefois, les perches fixes posent quelques problèmes. En effet les véhicules touchaient la neige et provoquaient des tranchées rendant souvent la piste de montée impraticable. Leurs perches prenaient également du ballant au passage de chacun des pylônes entraînant une oscillation qui provoquait un risque important de déraillement. À cela s’ajoute les tricheurs qui n’hésitaient pas à prendre une perche vide provoquant par la même occasion un risque supplémentaire de déraillement avec l'à-coup que cela donnait sur le câble. Les deux frères vont alors équiper leurs agrès d’enrouleurs. Ce seront les premiers pionniers Français à mettre en service des enrouleurs sur un téléski.
En 1953, on innove avec le téléphérique alors le plus rapide du monde.
En 1963, Pralognan-la-Vanoise classe environ 70 % de son territoire en zone centrale du premier parc national, le parc national de la Vanoise.
Le 27 juillet 1964 : le lac proglaciaire de la Patinoire se vidange peu avant 15 heures. Les eaux dévastent le centre de Pralognan. On ne compte pas de morts (les campings furent évacués juste à temps), mais des dégâts matériels très importants. La patinoire est réaménagée à l'emplacement du futur Pré' lude Olympique.
Le 19 février 1965, en fin de matinée, une avalanche se déclenche dans le vallon de la Glière et emporte sur 200 mètres cinq pisteurs de la station. Comprenant la gravité de la situation, Emile Blanc, qui se trouvait en tête de cordée et avait pu éviter le passage de l'avalanche, gagna rapidement les pentes du Bochor afin de donner l'alerte. Bruno Favre, dix-huit ans, et Abel Amiez, dix-neuf ans, furent dégagés très rapidement. Le premier était indemne. Le second, emporté sur plus de 200 mètres, souffrait de commotions à la cage thoracique. Blessé à la tête, un troisième pisteur, Jean Amiez, dix-neuf ans, pouvait lui aussi être ramené à l'air libre. Le corps du cinquième membre de l'équipe, Ferdinand Rolland, vingt-trois ans, n'est retrouvé qu'après plusieurs heures de recherche avec le concours des moniteurs de la station et d'un chien d'avalanche que les secouristes retrouvèrent son corps. Il était dans un creux, sous 1 mètre de neige fraîche. On tenta vainement de pratiquer la respiration artificielle, avant de le transporter à l'hôpital de Moutiers où déclaré décédé dans l'après-midi,. L'accident est couvert nationalement par l'AFP et le journal Le Monde relate les faits le 22 février. L'évènement entraine une amélioration des conditions de sécurité pour ce genre d'intervention dans la station, puis dans le reste du pays après une augmentation de ce type d'incidents jusqu'à la fin des années 1960.
En 1982, Michel Vion devient champion du monde de combiné en ski alpin.
En 1992, la station accueille les épreuves de curling lors des Jeux olympiques d'Albertville. La commune fait construire une patinoire olympique. Le coût de l'infrastructure oblige la commune à emprunter 44 millions de francs, l'amenant à des difficultés financières au lendemain des Jeux. Celle-ci est inaugurée le 8 juillet 1990. Lors du début des épreuves, le 17 février 1992, l'unité de réfrigération ne fonctionne pas correctement et seules deux pistes sont praticables. Les finales se déroulent le 22 février, la veille du dernier jour des Jeux.
En 1996-1997-2002, Sébastien Amiez dit Bastoune remporte la coupe du monde de slalom, puis devient vice-champion du monde de cette discipline aux Championnats du Monde disputés à Sestrières en Italie. Enfin, vice-champion olympique à Salt Lake City. Titre remporté par son compatriote, originaire de Maurienne, Jean-Pierre Vidal.
En 1997, Pralognan fête ses 100 ans de tourisme. Cette célébration marque en réalité le centenaire de la visite du président Félix Faure, avec entre autres, une reconstitution de l'ascension de la Grande Casse.
En 2010, Pralognan fête les 150 ans de l'ascension de la Grande Casse par l'enfant du pays, Étienne Favre, porteur pour le compte de William Matthews et Michel Croz.

## Jumelages
- Crozon (France) depuis 1986[35].

## Politique et administration

### Situation administrative

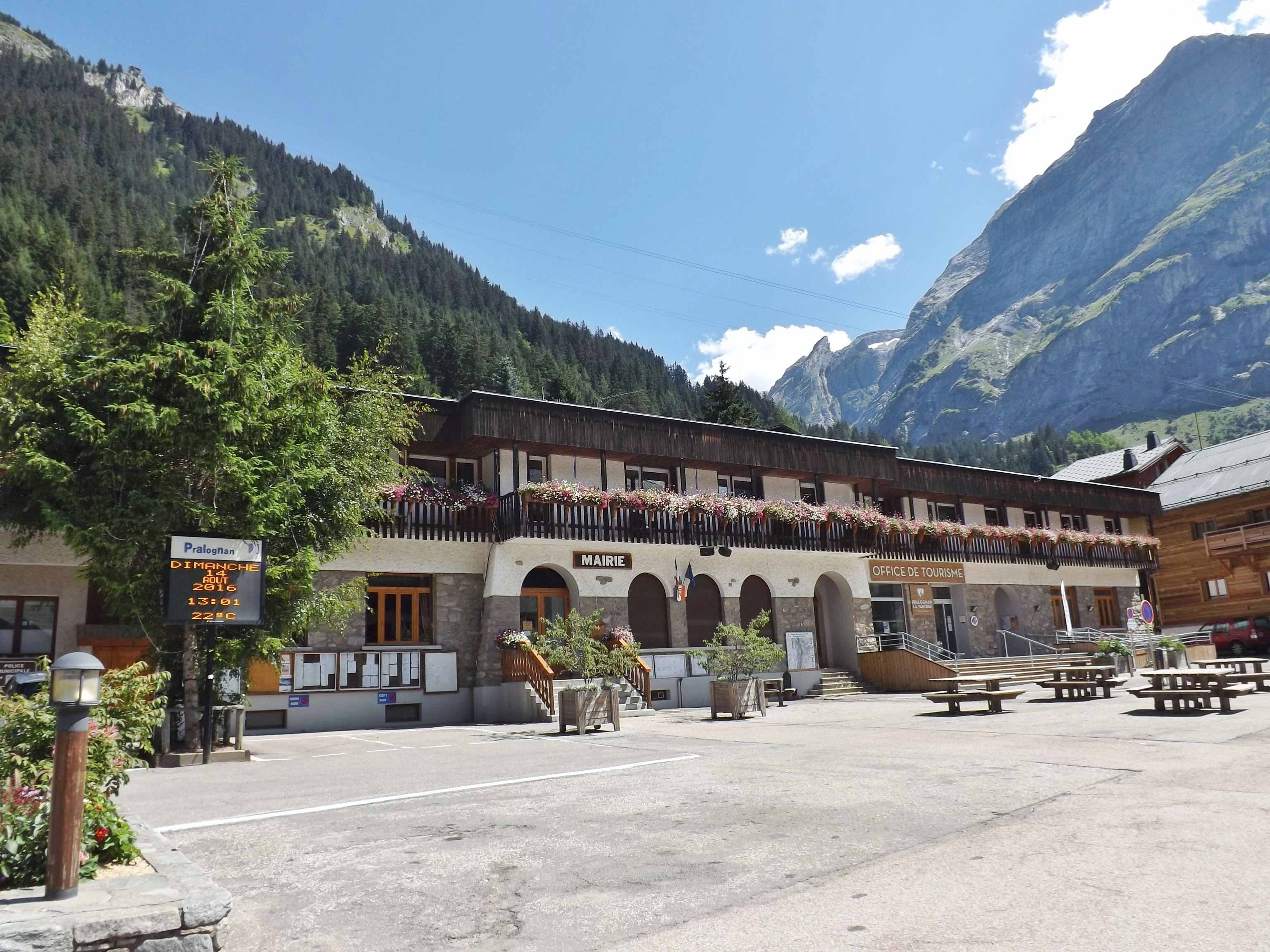
Bâtiment de la mairie et de l'office de tourisme, au loin la Petite aiguille de l'Arcelin.

Pralognan-la-Vanoise appartient au canton de Moûtiers, dont elle est le bureau centralisateur. La commune appartenait à l'ancien canton de Bozel.
Elle est membre de la communauté de communes Val Vanoise Tarentaise (CCVVT), regroupant 10 communes de l'ancien canton de Bozel.
Pralognan-la-Vanoise relève de l'arrondissement d'Albertville et de la deuxième circonscription de la Savoie, dont le député est Hervé Gaymard (UMP) depuis les élections de 2012.

### Administration municipale
Le nombre d'habitants au dernier recensement étant compris entre 500 et 1 499, le nombre de membres du conseil municipal est de 15,.

### Liste des maires
| Période                                  | Période      | Identité          | Étiquette | Qualité                                          |
| ---------------------------------------- | ------------ | ----------------- | --------- | ------------------------------------------------ |
| 1860                                     | 18XX         | Joseph Vion       | ...       | ...                                              |
| mars 1965                                | mars 1977    | Marcel Bodard     | ...       | Directeur de home d'enfants                      |
| mars 1977                                | mars 1989    | Henri-Cyril Favre | ...       | Hôtelier                                         |
| mars 1989                                | mars 2001    | Claude Vion       | ...       | Chargé de mission au Parc National de la Vanoise |
| mars 2001                                | avril 2014   | Thierry Thomas    | ...       | Kinésithérapeute                                 |
| avril 2014                               | juillet 2020 | Armelle Rolland   | ...       | Vétérinaire                                      |
| juillet 2020                             | mars 2023    | Jean-Pierre Favre | ...       | Guide de haute montagne , retraité               |
| juin 2023                                | En cours     | Martine Blanc     | ...       | Agent commercial en immobilier                   |
| Les données manquantes sont à compléter. |              |                   |           |                                                  |

Photos des maires de Pralognan
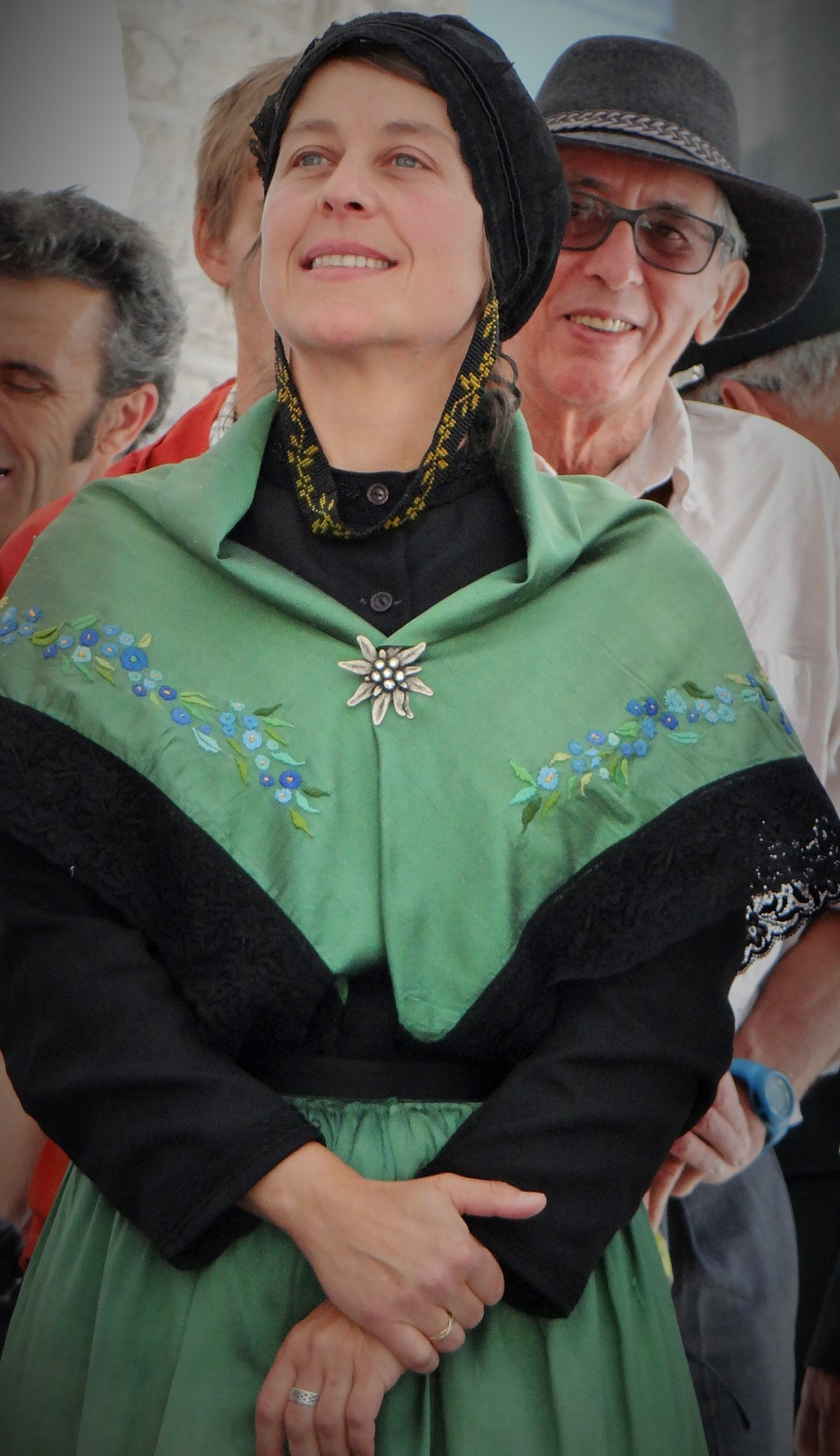
Armelle Rolland, lors de la fête de l'Alpe et des Guides en 2016.

## Population et société

### Démographie

#### Évolution démographique
L'évolution du nombre d'habitants est connue à travers les recensements de la population effectués dans la commune depuis 1793. Pour les communes de moins de 10 000 habitants, une enquête de recensement portant sur toute la population est réalisée tous les cinq ans, les populations de référence des années intermédiaires étant quant à elles estimées par interpolation ou extrapolation. Pour la commune, le premier recensement exhaustif entrant dans le cadre du nouveau dispositif a été réalisé en 2008.

En 2022, la commune comptait 700 habitants, en évolution de −4,5 % par rapport à 2016 (Savoie : +3,63 %, France hors Mayotte : +2,11 %).
| 1793 | 1800 | 1806 | 1822  | 1838  | 1848  | 1858 | 1861 | 1866 |
| ---- | ---- | ---- | ----- | ----- | ----- | ---- | ---- | ---- |
| 901  | 802  | 776  | 1 080 | 1 043 | 1 043 | 883  | 938  | 859  |

| 1872 | 1876 | 1881 | 1886 | 1891 | 1896 | 1901 | 1906 | 1911 |
| ---- | ---- | ---- | ---- | ---- | ---- | ---- | ---- | ---- |
| 873  | 880  | 847  | 837  | 850  | 408  | 400  | 418  | 421  |

| 1921 | 1926 | 1931 | 1936 | 1946 | 1954 | 1962 | 1968 | 1975 |
| ---- | ---- | ---- | ---- | ---- | ---- | ---- | ---- | ---- |
| 401  | 386  | 388  | 402  | 628  | 479  | 525  | 566  | 569  |

| 1982 | 1990 | 1999 | 2006 | 2008 | 2013 | 2018 | 2022 | - |
| ---- | ---- | ---- | ---- | ---- | ---- | ---- | ---- | - |
| 634  | 667  | 756  | 738  | 732  | 744  | 715  | 700  | - |

#### Pyramide des âges
En 2018, le taux de personnes d'un âge inférieur à 30 ans s'élève à 31,4 %, soit en dessous de la moyenne départementale (33,6 %). De même, le taux de personnes d'âge supérieur à 60 ans est de 26,3 % la même année, alors qu'il est de 26,7 % au niveau départemental.
En 2018, la commune comptait 369 hommes pour 346 femmes, soit un taux de 51,61 % d'hommes, largement supérieur au taux départemental (48,96 %).
Les pyramides des âges de la commune et du département s'établissent comme suit.
| Hommes | Classe d’âge | Femmes |
| ------ | ------------ | ------ |
| 0,8    | 90 ou +      | 1,4    |
| 7,9    | 75-89 ans    | 9,2    |
| 16,8   | 60-74 ans    | 16,5   |
| 24,1   | 45-59 ans    | 26,3   |
| 17,3   | 30-44 ans    | 16,8   |
| 15,2   | 15-29 ans    | 14,5   |
| 17,9   | 0-14 ans     | 15,3   |

| Hommes | Classe d’âge | Femmes |
| ------ | ------------ | ------ |
| 0,7    | 90 ou +      | 2      |
| 7,2    | 75-89 ans    | 9,9    |
| 17,1   | 60-74 ans    | 18     |
| 21,1   | 45-59 ans    | 20,4   |
| 18,9   | 30-44 ans    | 18,4   |
| 17,2   | 15-29 ans    | 15,1   |
| 17,7   | 0-14 ans     | 16,2   |

#### Ménages
Le nombre total de ménages à Pralognan-la-Vanoise est de 322. Ces ménages ne sont pas tous égaux en nombre d'individus. Certains de ces ménages comportent une personne, d'autres deux, trois, quatre, cinq voire plus de six personnes. Voici ci-dessous, les données en pourcentage de la répartition de ces ménages par rapport au nombre total de ménages.
| Ménages de :                | 1 personne | 2 pers. | 3 pers. | 4 pers. | 5 pers. | 6 pers. ou + |
| --------------------------- | ---------- | ------- | ------- | ------- | ------- | ------------ |
| Pralognan-la-Vanoise        | 28,3 %     | 32,9 %  | 21,1 %  | 12,7 %  | 3,7 %   | 1,2 %        |
| Moyenne Nationale           | 31 %       | 31,1 %  | 16,2 %  | 13,8 %  | 5,5 %   | 2,4 %        |
| Sources des données : INSEE |            |         |         |         |         |              |

### Manifestations culturelles et festivités

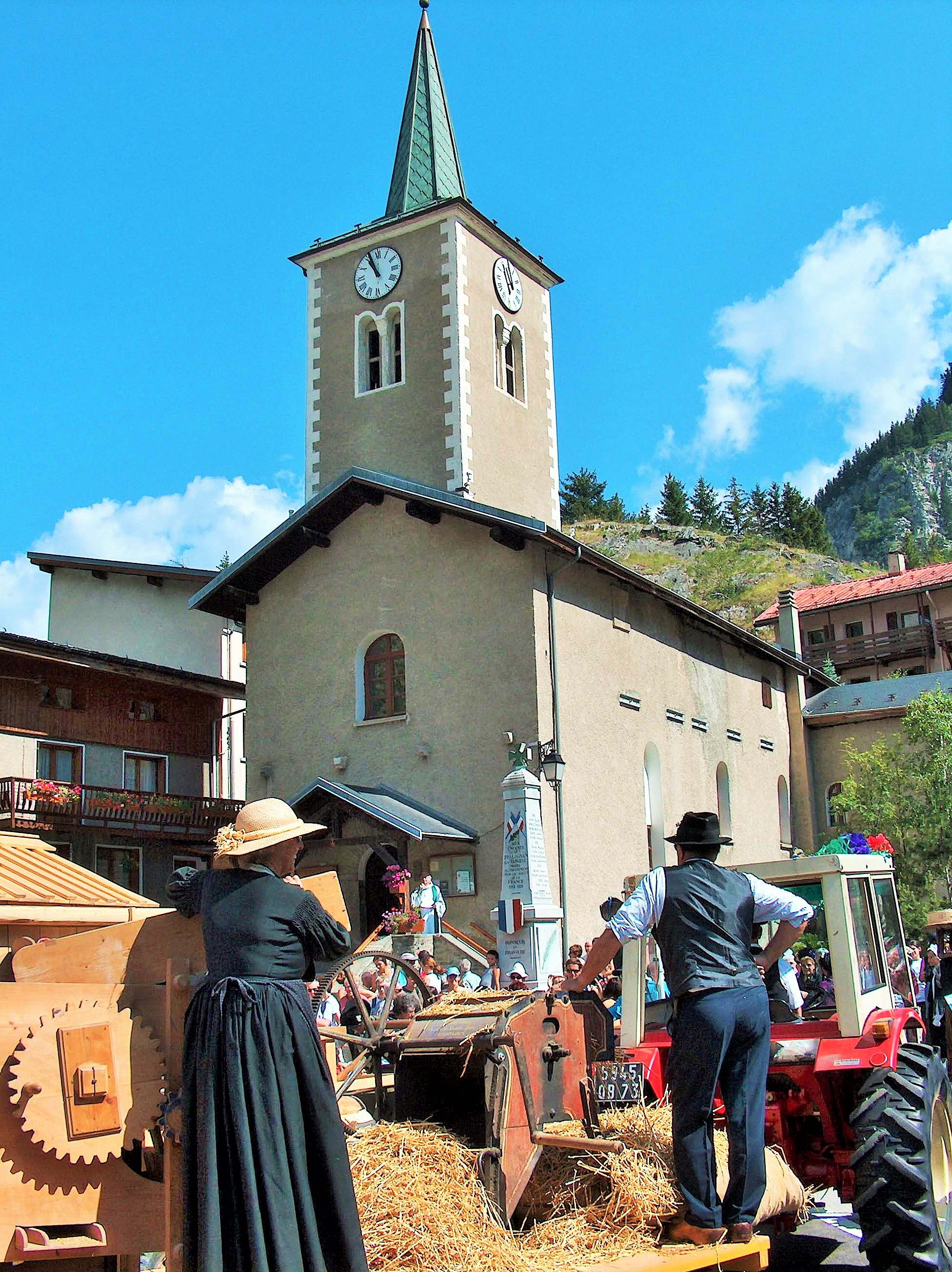
Défilé lors de la fête du Barioz

Quelques manifestations régulières sont organisées, principalement pendant les saisons touristiques.
Chaque mois de janvier, Pralognan accueille les Festimusiques, un festival consacré à la culture francophone nord américaine. Autrefois appelé Déferlantes Francophones Hivernales, ce festival propose des concerts mais aussi des spectacles, films et autres animations. La province canadienne du Québec occupe une place majeure au cœur de ce festival.
Un Festival International de la Photo de Montagne et Nature est organisé chaque mois de juin.
En juillet et août sont alternativement organisées la fête de l'Alpe et des Guides et la fête du Barioz avec des animations folkloriques et artisanales (dont fabrication du fromage de chèvre et du Beaufort).
En juillet a lieu « la rando TGV », une compétition sportive autour du massif de la Vanoise, à l'image de l'Ultra-Trail du Mont-Blanc. Est organisé également fin juillet le trail la Trace du Bouquetin de 15 km autour de Pralognan-la-Vanoise
D'autres épreuves sportives de même nature sont organisées (dont leTGC Tour de la Grande Casse) en août, autour de la Grande Casse.

### Santé
- Deux médecins généralistes ;
- Un masseur-kinésithérapeute ;
- Une pharmacie ;
- Un ostéopathe.

### Sports
Tous les sports liés à la montagne : alpinisme, via ferrata, randonnée, VTT, escalade, randonnée glaciaire, parapente, etc.
Le village est le point de départ traditionnel du Tour des Glaciers de la Vanoise et est traversé par le GR55.

#### Sports d'hiver

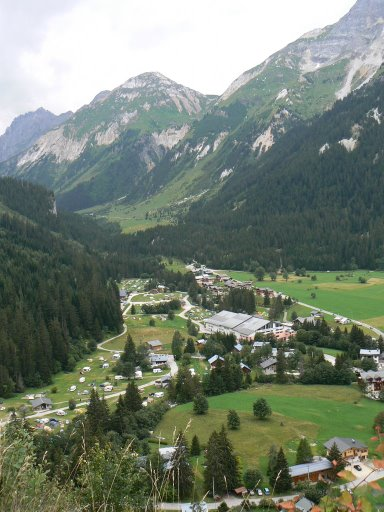
Vue sur la vallée du Doron de Chavière depuis les pentes du mont Bochor au nord-est.

Ski alpin : La station offre un domaine skiable familial et varié de 35 km de pistes (dont 4 noires, 7 rouges, 4 bleues, 7 vertes) et la possibilité de rejoindre le bas du domaine à ski et par pistes vertes. Il est desservi par 5 appareils principaux :
- 1 téléphérique à va-et-vient ouvert en 1953 : Mont Bochor (ouvert également l'été) ;
- 2 télésièges à pinces fixes : Edelweiss (4 places) et Gentiane (4 places) ;
- 2 télésièges à pinces débrayables : Ancolie (6 places) et Génépi (6 places, ouvert également l'été).

On y trouve aussi 7 téléskis dont 2 difficiles :
- Creux noir et Isertan

Un retour au centre de la station au pied des pistes vertes :
- Lance-gralette (téléski gratuit)

et 4 téléskis pour débutants :
- Barioz, Campanules, Crocus et, sur un petit domaine du même nom et séparé, le téléski du Poucet.

On peut également pratiquer le ski de fond sur 26 km de pistes réparties entre le centre, le hameau des Cholières et la forêt d'Isertan.
Les balades en raquette à neige se pratiquent en loisir, en individuel ou organisées par l'ESF.

#### Autres disciplines

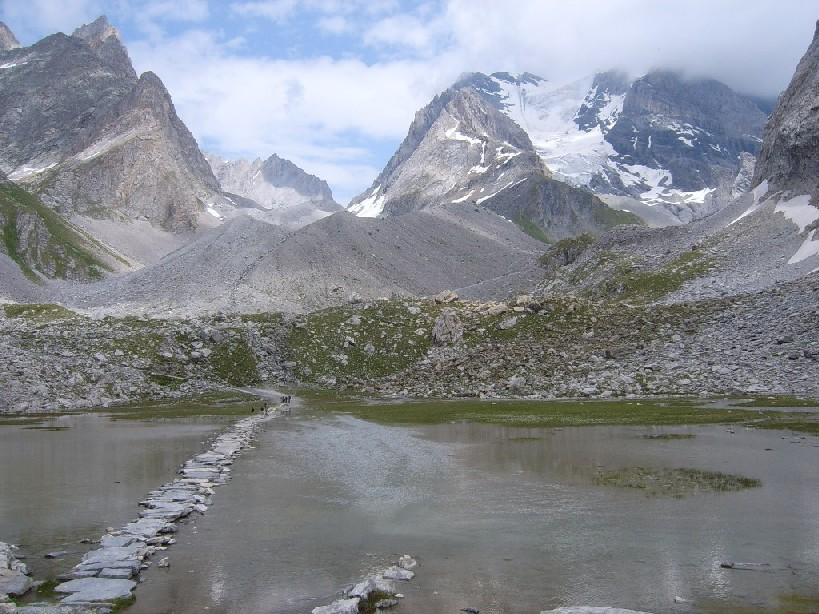
Lac des Vaches dans la vallée de la Glière. En arrière-plan, la Grande Casse et son glacier.

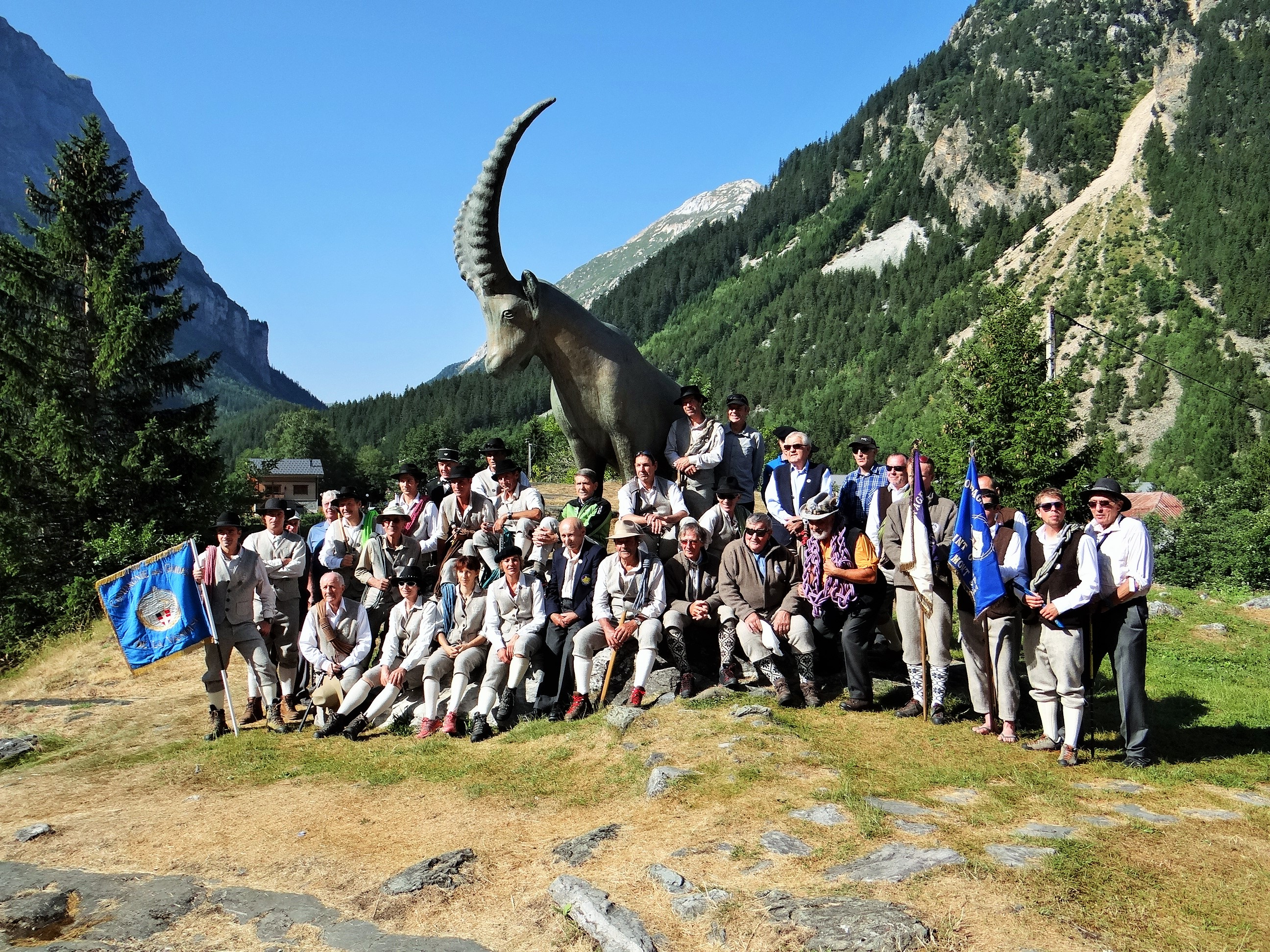
Compagnie des Guides et Accompagnateurs de Pralognan-la-Vanoise.

- Randonnée : 250 km de sentiers balisés (voir Parc national de la Vanoise), 1er site de randonnée glaciaire en France, escalade et courses en montagne (Pralognan est entouré de plus de 30 sommets de plus de 3 000 m d'altitude).
- Une via ferrata qui se situe derrière le hameau du Barioz et passe au-dessus de la cascade de la Fraiche.
- Le VTT est praticable sur les montagnes alentour (hors parc de la Vanoise). Il est possible de prendre le téléphérique, ouvert durant la saison d'été.
- Un parc des sports propose des jeux de plein air, des terrains de tennis et un mini-golf.
- Une piscine, une patinoire et un mur d'escalade (voir Pré'lude Olympique).
- La plus longue tyrolienne de Tarentaise au-dessus de la cascade de la Fraîche. Un vol de près d'une minute[52].

### Médias

#### Radios et télévisions
La commune est couverte par des antennes locales de radios dont France Bleu Pays de Savoie… Enfin, la chaîne de télévision locale TV8 Mont-Blanc diffuse des émissions sur les pays de Savoie. Régulièrement l'émission La Place du village expose la vie locale de la vallée de la Tarentaise. France 3 et son décrochage France 3 Alpes, peuvent parfois relater les faits de vie de la commune.

#### Presse et magazines
La presse écrite locale est représentée par des titres comme Le Dauphiné libéré avec une édition locale, et l'hebdomadaire La Savoie.

## Économie

### Tourisme

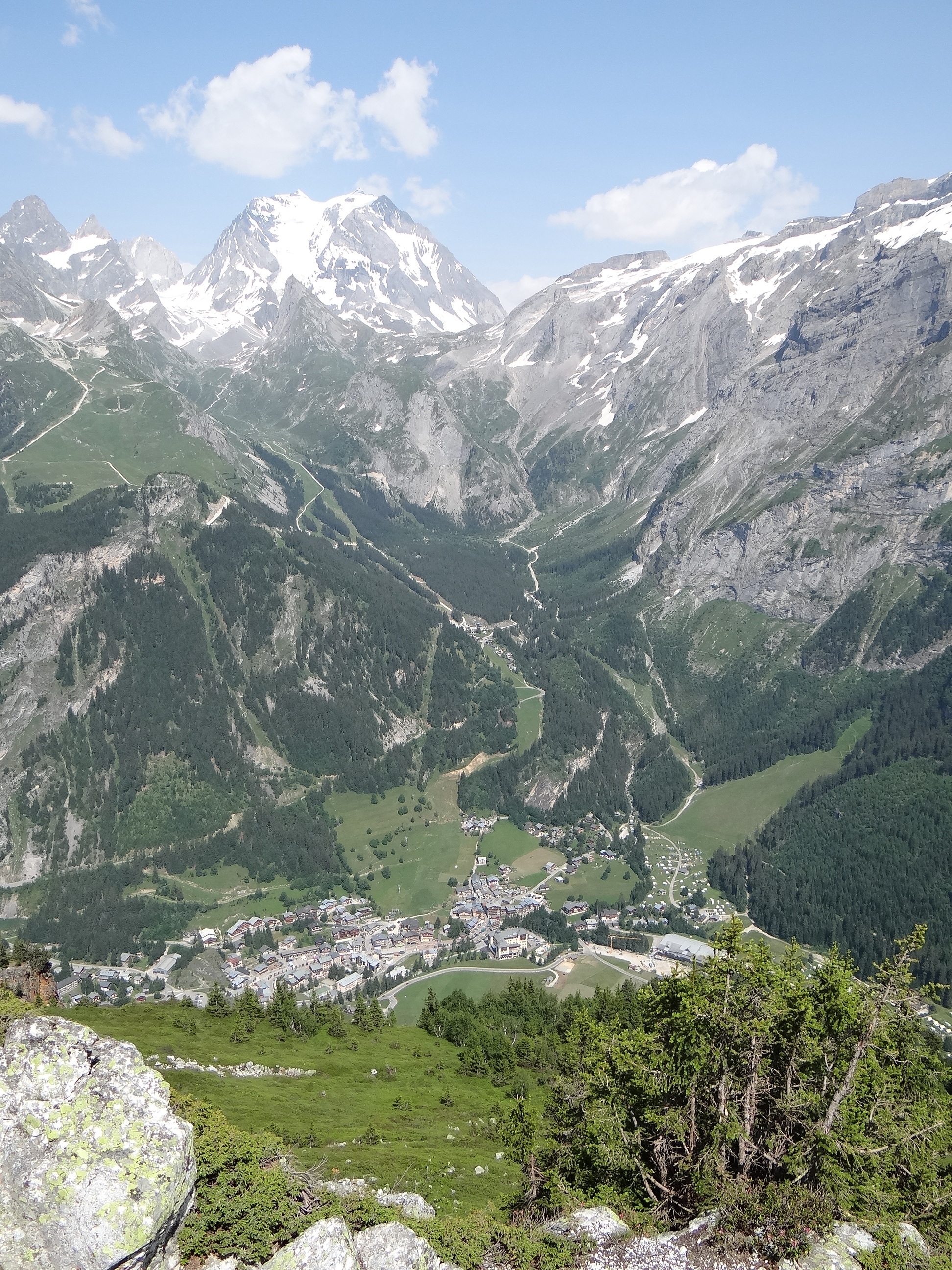
Pralognan-la-Vanoise, la vallée de la Glière et la Grande Casse vus depuis Napremont à l'ouest.

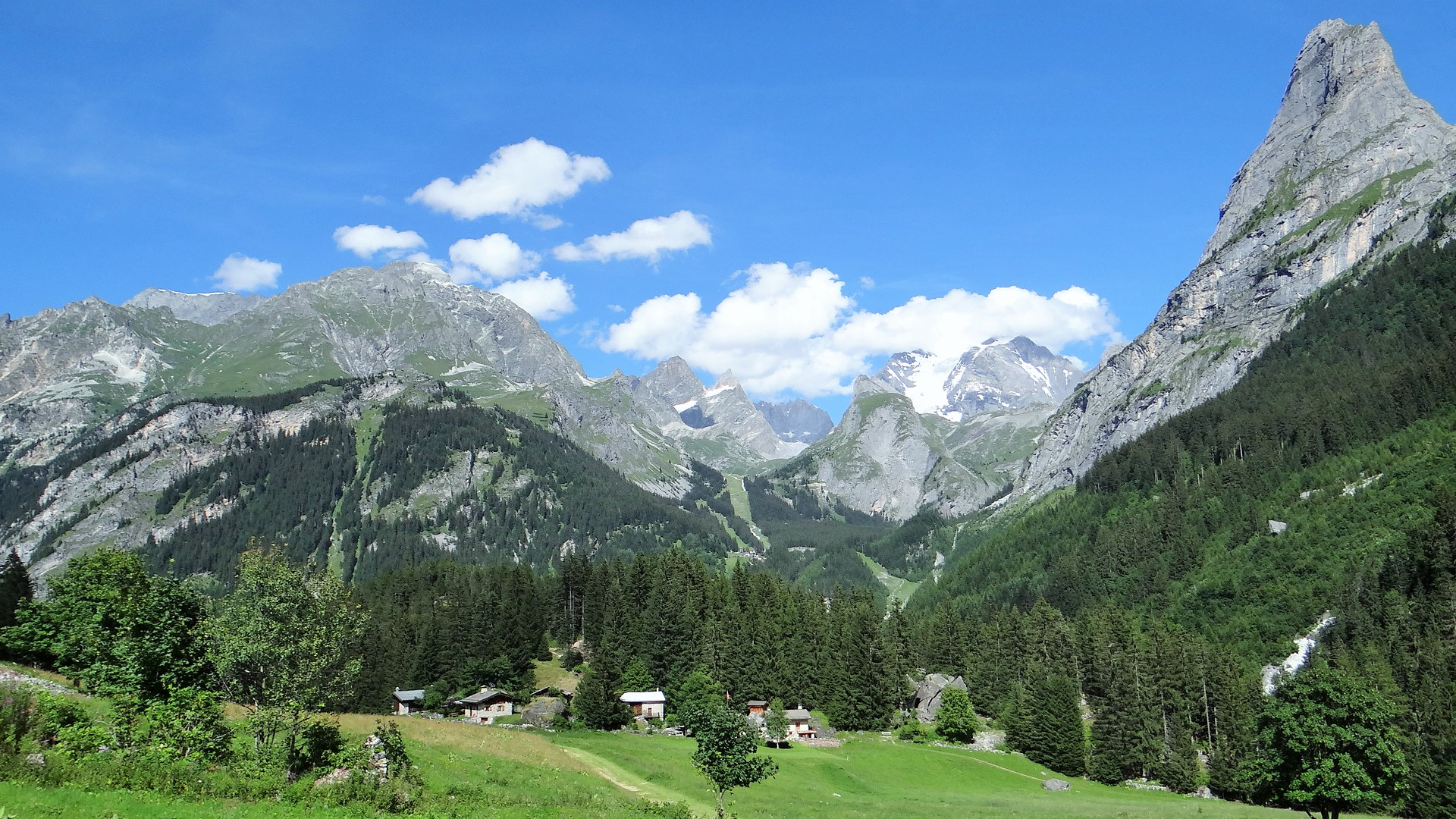
Vue depuis le hameau de Cholière de la pointe du Creux noir avec à ses pieds le mont Bochor à gauche, la Grande Casse dans les nuages et le Grand Marchet à droite.

La commune de Pralognan-la-Vanoise s'est orientée vers l'activité touristique depuis le XIXe siècle.
La station a obtenu plusieurs labels « Station village » et « Site nordique ». En octobre 2010, la commune devient partenaire du label Perles des Alpes, mais met fin au partenariat quatre ans plus tard.
En 2014, la commune de Pralognan-la-Vanoise bénéficie du label « ville fleurie » avec « une fleur » attribuée par le Conseil national des villes et villages fleuris de France au concours des villes et villages fleuris.
En 2014, la capacité d'accueil de la station, estimée par l'organisme Savoie-Mont-Blanc, est de 9 622 lits touristiques répartis dans 1 171 établissements. Les hébergements se répartissent comme suit : 376 meublés ; 5 résidences de tourisme ; 8 hôtels ; 2 structures d'hôtellerie de plein air ; 6 centres ou villages de vacances/maisons familiales ; 6 refuges ou gîtes d'étape et une chambre d'hôtes.
Les activités touristiques de la station ont été gérées par le groupe Labellemontagne entre octobre 2005 et novembre 2016.

## Culture et patrimoine

### Lieux et monuments

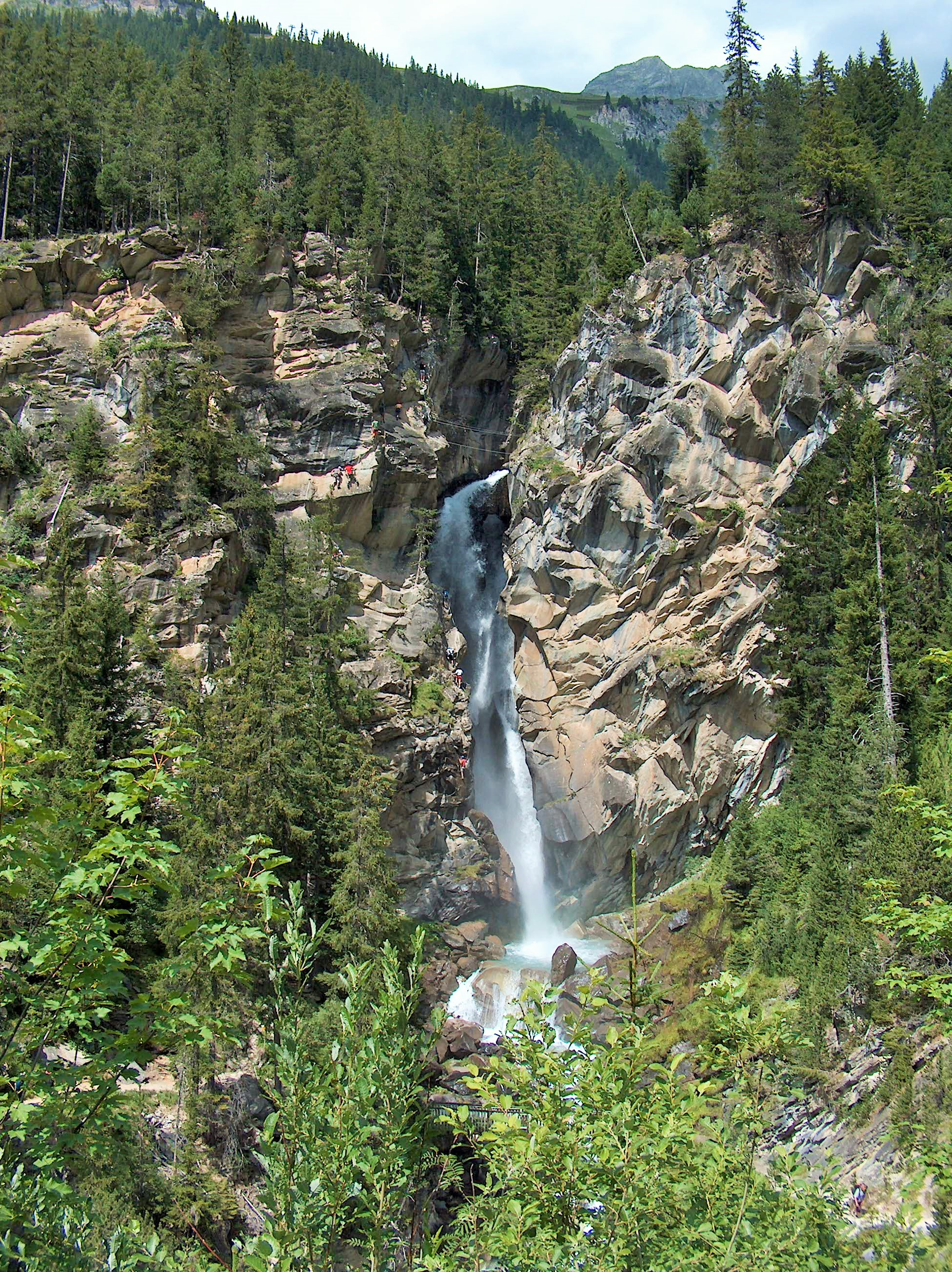
Cascade de la Fraîche

- Le parc national de la Vanoise offre de nombreuses possibilités de randonnées et dispose de nombreux refuges de montagne. On peut y découvrir une nature préservée et il est fréquent d'y apercevoir des marmottes, des bouquetins et des chamois.
- Le complexe du Pré'lude Olympique est ouvert aussi bien l'été que l'hiver et propose, à côté de sa patinoire olympique, un mur d'escalade, une piscine couverte avec une partie supplémentaire extérieure ouverte l'été, une piste de curling avec démonstrations, un bar en sous-sol avec une salle des jeux et un bowling.
- Site Natura 2000 pour la préservation du Chardon Bleu.
- La cascade de la Fraîche, 80 m de chute d'eau à 10 minutes du village, avec au-dessus de cette cascade une grande tyrolienne au-dessus de plus de 100 m de vide, qui arrive sur un parcours acrobatique (parcours écureuil).
- Le hameau de la Croix, village traditionnel préservé en ZPPAUP.

### Personnalités liées à la commune
- Taïna Barioz, 9e des JO de Vancouver 2010, membre de l'équipe de France de ski.
- Sébastien Amiez, vainqueur du globe de cristal de la Coupe du monde de slalom 1996, médaillé d'argent en slalom aux Championnats du monde de 1997, médaillé d'argent en slalom aux Jeux olympiques de 2002 à Salt Lake City.
- Florine de Leymarie, 11e des JO de Turin 2006, membre de l'équipe de France de slalom jusqu'en 2009.
- Surya Bonaly, patineuse artistique, 3 fois vice-championne du monde (1993, 1994, 1995), 5 fois championne d'Europe (1991, 1992, 1993, 1994, 1995) et 9 fois championne de France (de 1989 à 1997). Elle a préparé les Jeux olympiques d'hiver de 1992 à Albertville sur la patinoire Olympique de Pralognan, et a séjourné pendant plus de huit ans dans la station.
- Michel Vion, champion du monde de combiné alpin en 1982 à Schladming, ancien directeur technique national de l'équipe de France de ski alpin, président de la Fédération française de ski.
- Le grand dramaturge Bernard-Marie Koltès (1948-1989) a fait de très nombreux séjours dans la commune, où ses parents possédaient une résidence, et y était très attaché, comme le montre sa correspondance.

### Héraldique
| Blason de Prolognan-la-Vanoise | « De gueules à la croix d'argent ; cantonnée en chef à dextre d'une aigle du même et à senestre d'or à l'aigle de sable. » Symbolique : l'aigle d'argent « Tarentaise » et celle de sable « Maurienne » indiquent la localisation de Pralognan, au cœur de la Vanoise, massif délimité par ces deux vallées. La croix d'argent sur champ de gueules rappelle le duché de Savoie. Or, il est plutôt admis que les aigles sont : le blanc représente l'Archevêché de Tarentaise. Le noir est celui du Saint-Empire Romain Germanique dont l'archevêque fut Prince. La croix d'argent est celle de Saint-Maurice, donc des comtes (puis ducs) de Savoie. |

#### Liens communaux
- Site de la mairie
- Site de l'office de tourisme

#### Insee
- « Bases de données : Commune de Pralognan-la-Vanoise (73206), Département de la Savoie (73) », sur le site de l'INSEE - www.insee.fr (consulté en février 2015).
  - [PDF] « Pralognan-la-Vanoise (73206 - Commune), Chiffres clés - « Évolution et structure de la population » », sur le site de l'INSEE - www.insee.fr (consulté en février 2015), p. 18 (Chiffres de 2009).
  - « Bases de données : Commune de Pralognan-la-Vanoise (73206), Département de la Savoie (73) - « Chiffres clés Évolution et structure de la population » », sur le site de l'INSEE - www.insee.fr (consulté en février 2015) (Chiffres de 2011, mise à jour le 28 juin 2012).